# Psylliodes cantonensis
Psylliodes cantonensis es una especie de insecto coleóptero de la familia Chrysomelidae.
Fue descrita científicamente en 1981 por Gruev.